# Schmalspurbahn Jędrzejów–Szczucin
| Jędrzejów – Umladebahnhof Vollbahn auf Feldbahn im Bau Jędrzejów – Umladebahnhof Vollbahn auf Lokomotivfeldbahn |                                       |                                           |                                           |
| Ehemaliger Streckenverlauf |                                       |                                           |                                           |
| Streckenlänge: | ca. 137 km                            |                                           |                                           |
| Spurweite: | 600 und 700 mm bis 1953 Später 750 mm |                                           |                                           |
| |                                       |                                           |                                           |
| \| \| \| Jędrzejów 1435-mm-Strecke Kraków–Warszawa \| \| \| \| 0,000 \| Jędrzejów Wąskotorowy Osobowy \| Jędrzejów Wąskotorowy Osobowy \| \| \| 0,740 \| Jędrzejów Wąskotorowy \| Jędrzejów Wąskotorowy \| \| \| 9,269 \| Jasionna \| Jasionna \| \| \| 17,511 \| Motkowice Wąskotorowy \| Motkowice Wąskotorowy \| \| \| 21,075 \| Umianowice \| Umianowice \| \| \| \| nach Pińczów \| \| \| \| 23,730 \| Hajdaszek \| Hajdaszek \| \| \| 27,530 \| Stawiany Pińczowiskie Wąskotorowy \| Stawiany Pińczowiskie Wąskotorowy \| \| \| 29,230 \| Gartatowice gipsownia \| Gartatowice gipsownia \| \| \| 30,769 \| Sędziejowice \| Sędziejowice \| \| \| 38,583 \| Chmielnik \| Chmielnik \| \| \| 46,816 \| Strojnów \| Strojnów \| \| \| 51,540 \| Drugnia \| Drugnia \| \| \| 59,440 \| Potok Wąskotorowy \| Potok Wąskotorowy \| \| \| 68,519 \| Raków Opatowski \| Raków Opatowski \| \| \| 72,287 \| Rakówki \| Rakówki \| \| \| 77,851 \| Arkuszów \| Arkuszów \| \| \| 80,852 \| Wola Małkowska \| Wola Małkowska \| \| \| \| nach Iwaniska \| \| \| \| 85,110 \| Bogoria \| Bogoria \| \| \| 93,515 \| Dobra Sztambergów \| Dobra Sztambergów \| \| \| 101,560 \| Staszów Wąskotorowy \| Staszów Wąskotorowy \| \| \| 105,287 \| Rytwiany \| Rytwiany \| \| \| 110,560 \| Sichów \| Sichów \| \| \| 114,259 \| Sieragi \| Sieragi \| \| \| 119,837 \| Łubnice Buskie \| Łubnice Buskie \| \| \| 125,120 \| Zborówek \| Zborówek \| \| \| 130,730 \| Komorów Wąskotorowy \| Komorów Wąskotorowy \| \| \| 134,208 \| Rataje Wąskotorowy \| Rataje Wąskotorowy \| \| \| 136,000 \| Rataje Most \| Rataje Most \| \| \| \| Weichsel \| \| \| \| 136,689 \| Szczucin koło Tarnowa Wąskotorowy[4] \| Szczucin koło Tarnowa Wąskotorowy[4] \| \| \| \| Szczucin 1435-mm-Strecke Tarnów–Szczucin \| \| |                                       |                                           |                                           |
| Bahnhof quer |                                       | Jędrzejów 1435-mm-Strecke Kraków–Warszawa | Jędrzejów 1435-mm-Strecke Kraków–Warszawa |
| Kopfbahnhof Streckenanfang (Strecke außer Betrieb) | 0,000                                 | Jędrzejów Wąskotorowy Osobowy             | Jędrzejów Wąskotorowy Osobowy             |
| Kopfbahnhof Strecke bis hier außer Betrieb | 0,740                                 | Jędrzejów Wąskotorowy                     | Jędrzejów Wąskotorowy                     |
| Bahnhof | 9,269                                 | Jasionna                                  | Jasionna                                  |
| Bahnhof | 17,511                                | Motkowice Wąskotorowy                     | Motkowice Wąskotorowy                     |
| Bahnhof | 21,075                                | Umianowice                                | Umianowice                                |
| Abzweig geradeaus, nach rechts und ehemals von rechts (Strecke außer Betrieb) |                                       | nach Pińczów                              | nach Pińczów                              |
| Bahnhof (Strecke außer Betrieb) | 23,730                                | Hajdaszek                                 | Hajdaszek                                 |
| Bahnhof (Strecke außer Betrieb) | 27,530                                | Stawiany Pińczowiskie Wąskotorowy         | Stawiany Pińczowiskie Wąskotorowy         |
| Bahnhof (Strecke außer Betrieb) | 29,230                                | Gartatowice gipsownia                     | Gartatowice gipsownia                     |
| Bahnhof (Strecke außer Betrieb) | 30,769                                | Sędziejowice                              | Sędziejowice                              |
| Bahnhof (Strecke außer Betrieb) | 38,583                                | Chmielnik                                 | Chmielnik                                 |
| Bahnhof (Strecke außer Betrieb) | 46,816                                | Strojnów                                  | Strojnów                                  |
| Bahnhof (Strecke außer Betrieb) | 51,540                                | Drugnia                                   | Drugnia                                   |
| Bahnhof (Strecke außer Betrieb) | 59,440                                | Potok Wąskotorowy                         | Potok Wąskotorowy                         |
| Bahnhof (Strecke außer Betrieb) | 68,519                                | Raków Opatowski                           | Raków Opatowski                           |
| Bahnhof (Strecke außer Betrieb) | 72,287                                | Rakówki                                   | Rakówki                                   |
| Bahnhof (Strecke außer Betrieb) | 77,851                                | Arkuszów                                  | Arkuszów                                  |
| Bahnhof (Strecke außer Betrieb) | 80,852                                | Wola Małkowska                            | Wola Małkowska                            |
| Abzweig geradeaus und von links (Strecke außer Betrieb) |                                       | nach Iwaniska                             | nach Iwaniska                             |
| Bahnhof (Strecke außer Betrieb) | 85,110                                | Bogoria                                   | Bogoria                                   |
| Bahnhof (Strecke außer Betrieb) | 93,515                                | Dobra Sztambergów                         | Dobra Sztambergów                         |
| Bahnhof (Strecke außer Betrieb) | 101,560                               | Staszów Wąskotorowy                       | Staszów Wąskotorowy                       |
| Bahnhof (Strecke außer Betrieb) | 105,287                               | Rytwiany                                  | Rytwiany                                  |
| Bahnhof (Strecke außer Betrieb) | 110,560                               | Sichów                                    | Sichów                                    |
| Bahnhof (Strecke außer Betrieb) | 114,259                               | Sieragi                                   | Sieragi                                   |
| Bahnhof (Strecke außer Betrieb) | 119,837                               | Łubnice Buskie                            | Łubnice Buskie                            |
| Bahnhof (Strecke außer Betrieb) | 125,120                               | Zborówek                                  | Zborówek                                  |
| Bahnhof (Strecke außer Betrieb) | 130,730                               | Komorów Wąskotorowy                       | Komorów Wąskotorowy                       |
| Bahnhof (Strecke außer Betrieb) | 134,208                               | Rataje Wąskotorowy                        | Rataje Wąskotorowy                        |
| Bahnhof (Strecke außer Betrieb) | 136,000                               | Rataje Most                               | Rataje Most                               |
| Brücke über Wasserlauf (Strecke außer Betrieb) |                                       | Weichsel                                  | Weichsel                                  |
| Kopfbahnhof Streckenende (Strecke außer Betrieb) | 136,689                               | Szczucin koło Tarnowa Wąskotorowy         | Szczucin koło Tarnowa Wąskotorowy         |
| Kopfbahnhof Streckenanfang |                                       | Szczucin 1435-mm-Strecke Tarnów–Szczucin  | Szczucin 1435-mm-Strecke Tarnów–Szczucin  |

Die Schmalspurbahn Jędrzejów–Szczucin wurde 1915–1926 in Kongresspolen verlegt und blieb bis 1993 im Betrieb. Die Bahn begann in Jędrzejów und erreichte nach zehn Jahren Bauzeit Szczucin und damit ihre größte Länge von 137 Kilometern.

## Streckenverlauf
Die knapp 137 Kilometer lange Strecke hatte anfangs Spurweiten von 600 bzw. 700 mm in verschiedenen Abschnitten. Im Jahr 1953 wurde sie völlig auf 750 mm umgespurt.
Die Strecke begann am Normalspur-Bahnhof Jędrzejów, von wo aus sie nach Südwesten zum Bahnhof Umianowice führte. Hier befand sich ein Gleisdreieck mit einer Abzweigung nach Pińczów. Geradeaus verlief die Strecke über Hajdaszek und Włoszczowice zum Kreuzungsbahnhof in Bogoria. Dort zweigten zwei Nebenstrecken nach Norden und Osten ab, die nominelle Hauptstrecke führte aber in südlicher Richtung nach Szczucin. Sie überquerte die Weichsel erst auf einer 1925 errichteten Holzbrücke und dann auf einer 1939 errichteten und 1953 neu errichteten Metallbrücke.

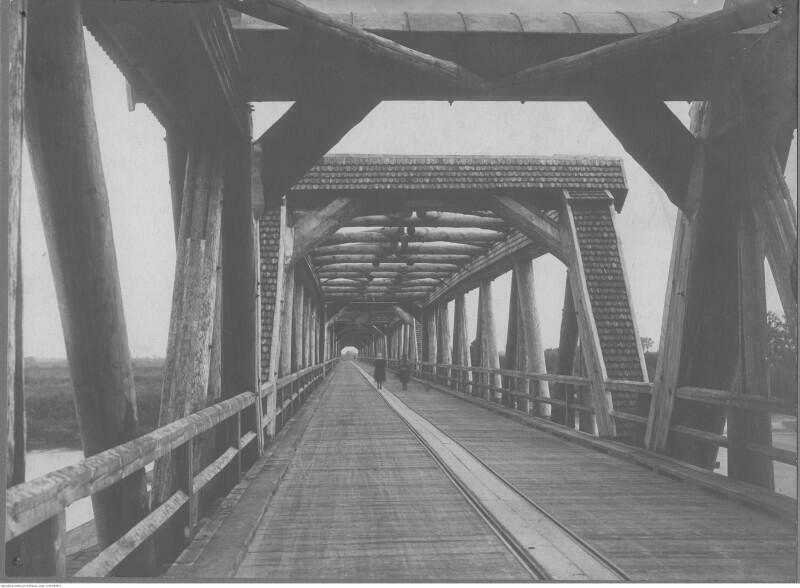
Schmalspurbahn auf der Weichselbrücke, um 1925
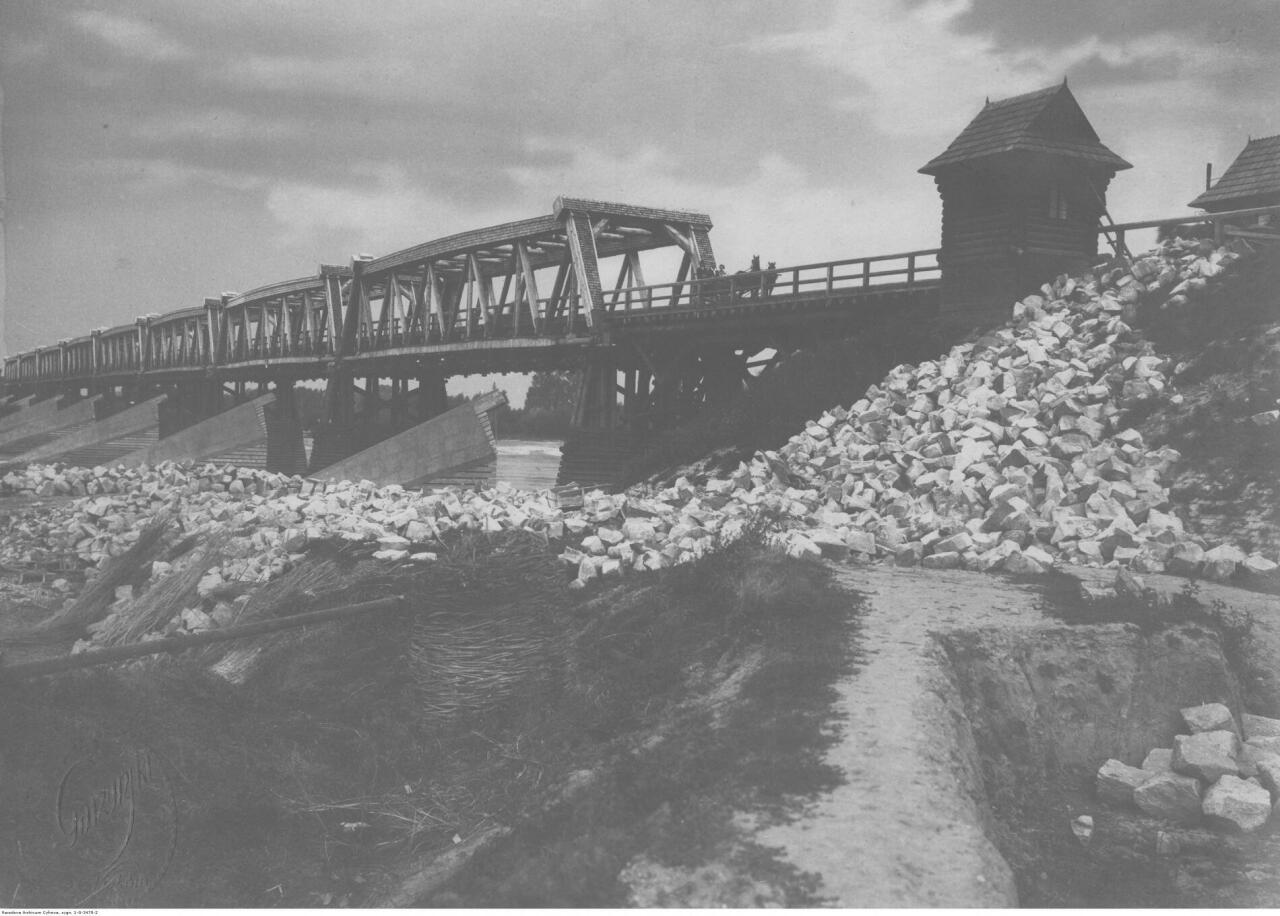
Hölzerne Weichselbrücke um 1925
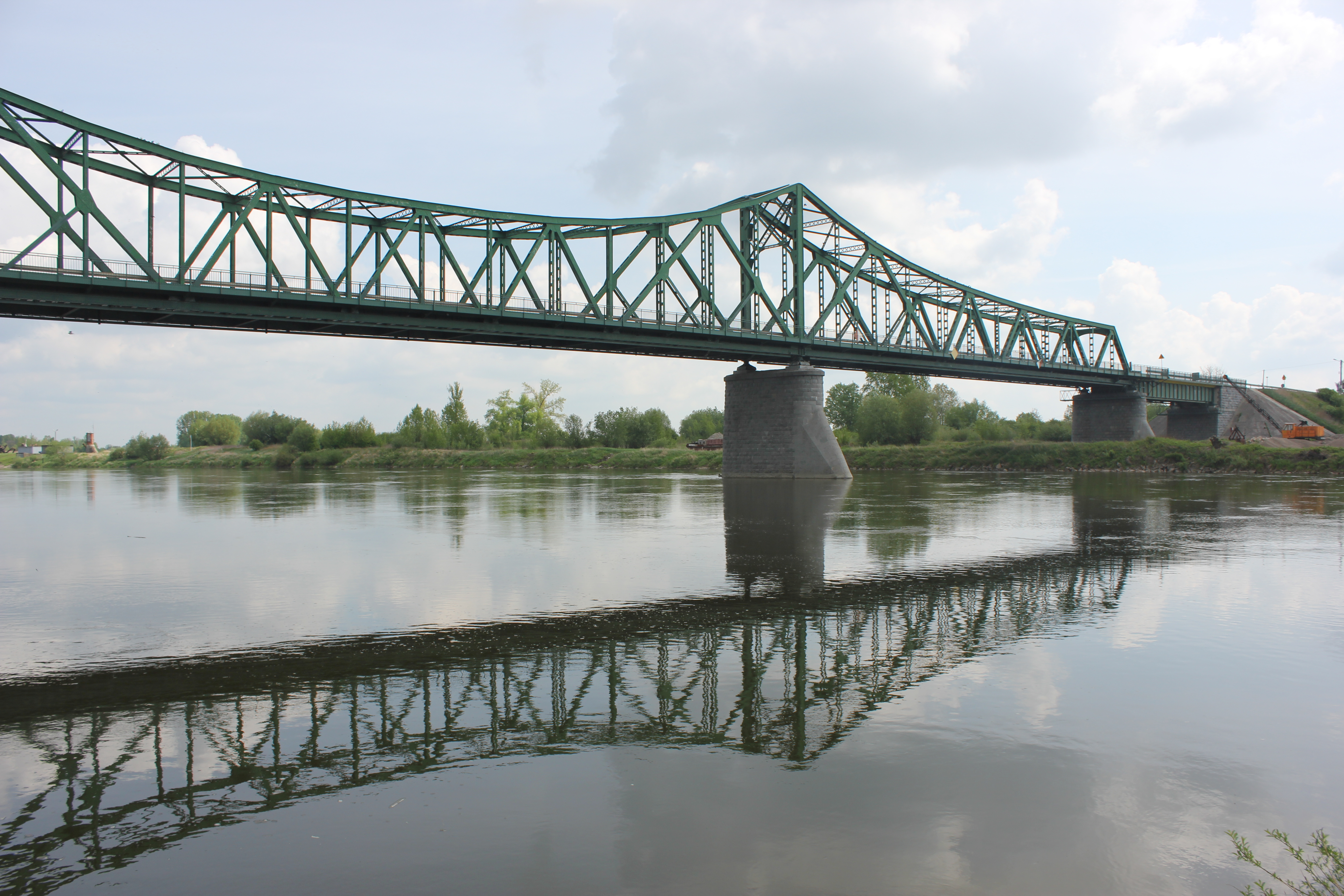
Brücke von 1953 auf den steinernen Pfeilern von 1939

## Geschichte
Der erste Streckenabschnitt von Jędrzejów nach Motkowice wurde während des Ersten Weltkriegs vom österreichisch-ungarischen Heer als Pferdeeisenbahn mit einer Spurweite von 700 mm verlegt und am 16. Februar 1915 in Betrieb genommen.
Die österreichische Armeeführung befahl aber, stattdessen eine Lokomotivfeldbahn zu bauen. So wurde der Bau einer Feldbahn mit Dampftraktion mit einer Spurweite von 700 mm von Jędrzejów über Jasionna, Motkowice, Hajdaszek, Chmielnik, Rudki, Potok bis Rakowo mit einer Länge von 67,4 km nach  begonnen. Der Bau dieser Bahnlinie dauerte von März bis zum 26. Mai 1915. Die Demontage dieser Frontbahn dauerte von August bis zum 20. September 1915.
Nach anderen Quellen wurde am 15. Oktober 1916 eine Rollbahn mit einer Spurweite von 600 mm von Motkowice nach Bogoria in Betrieb genommen. Die Rollbahn wurde am 15. Oktober 1916 bis Bogoria und am 20. Dezember 1916 bis Staszów verlängert. In der Nachkriegszeit wurde die 600-mm-Strecke am 3. Oktober 1923 bis Rytwiany und am 5. November 1923 bis Rataje Wąskotorowe verlängert. Am 15. Januar 1924 führte die 600-mm-Strecke bis Rataje Most und ab 3. Dezember 1926 nach Szczucin.
Am 7. November 1953 wurde die Strecke auf 750 mm Spurweite umgespurt.
Von 1975 bis zum 1. Februar 1993 wurde der Bahnbetrieb abschnittsweise eingestellt. Der Abschnitt von Jędrzejów Wąskotorowy bis Raków Opatowski wurde am 20. Februar 1995 unter Denkmalschutz gestellt. Auf dem westlichen Teil der Strecke (Świętokrzyska Kolej Dojazdowa) fuhr 2003–2020 eine Museumsbahn.

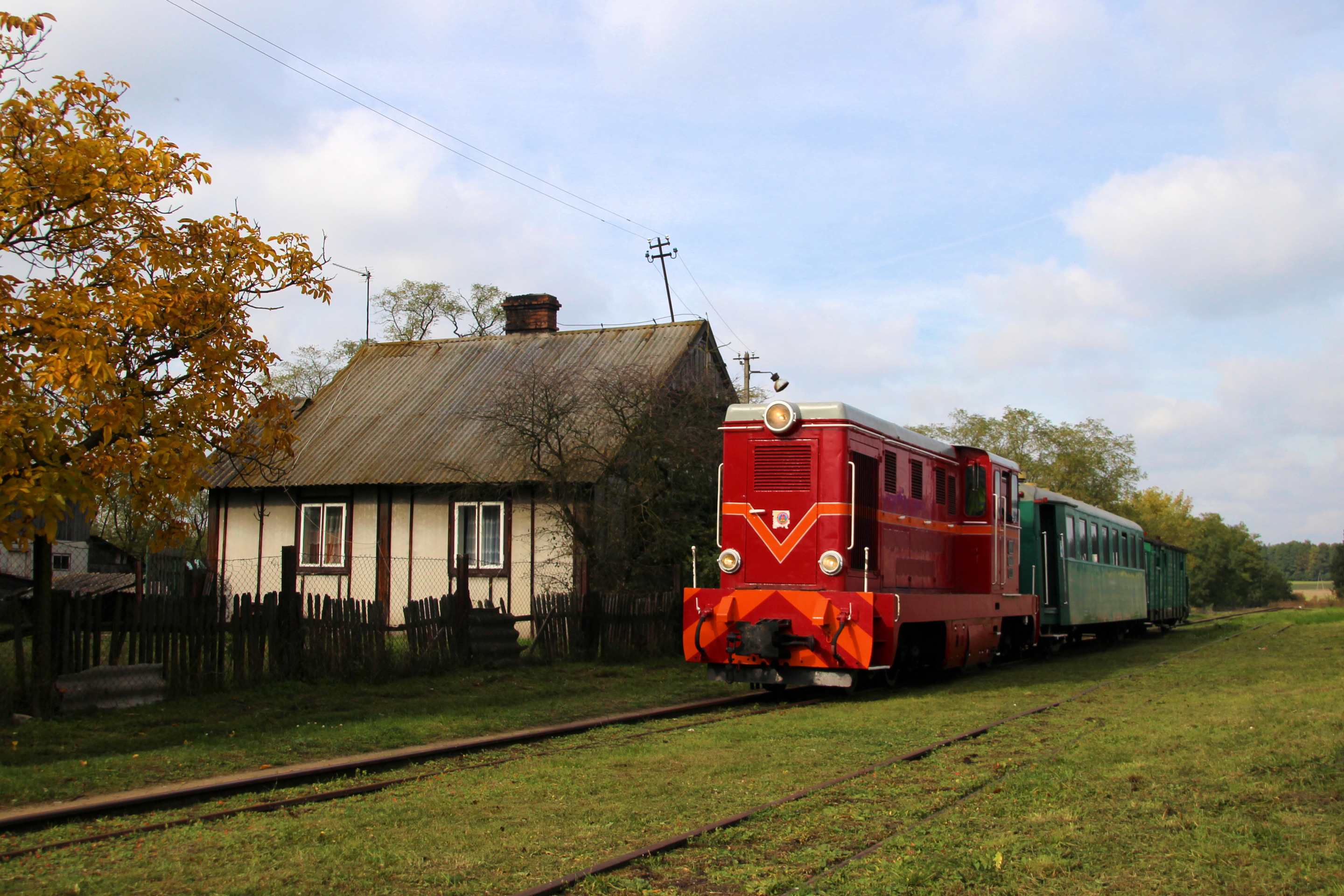
Museumsbahn in Motkowice
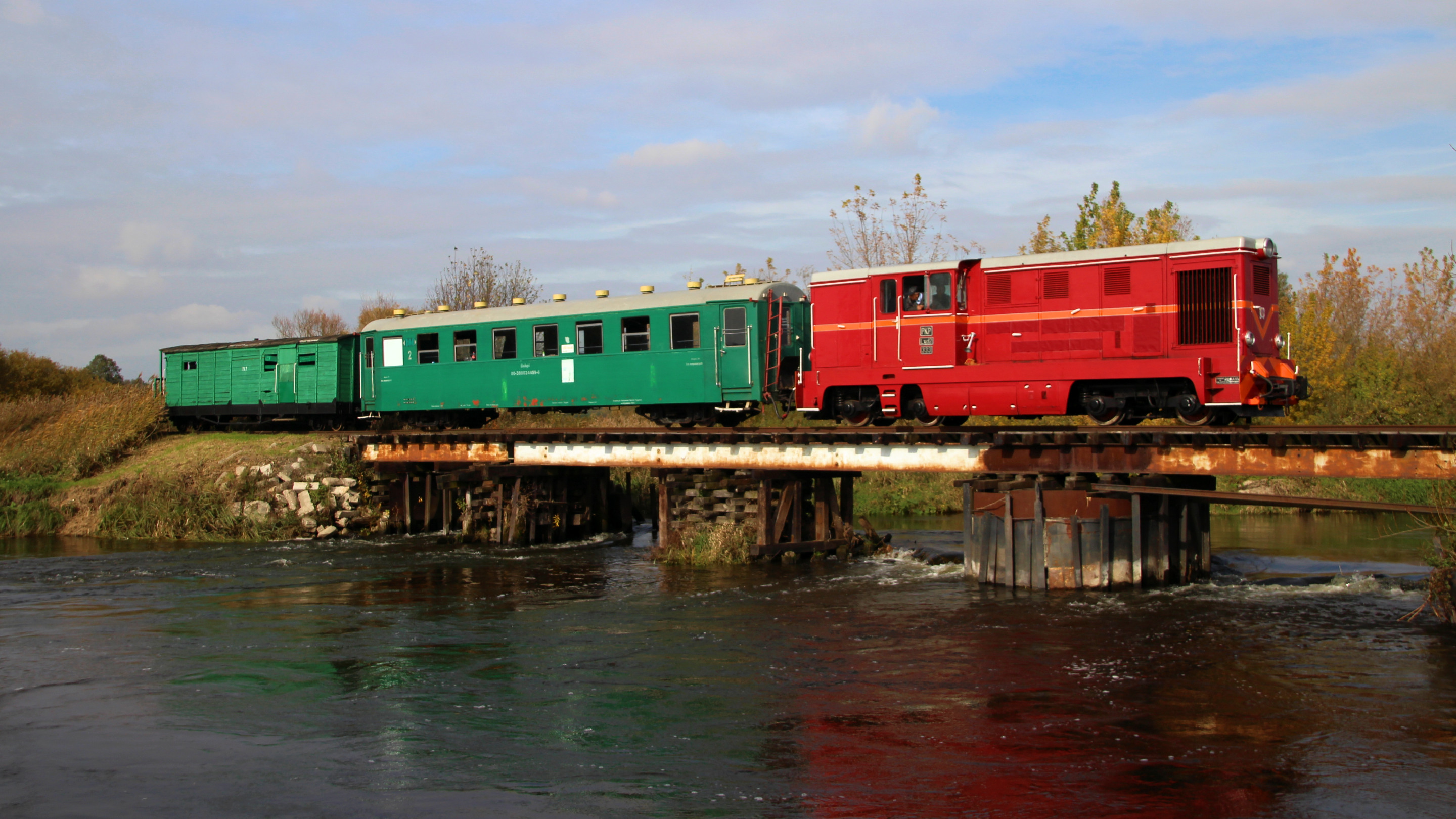
Lxd2-333 überquert die Nida, 2017

## Betrieb
Die Züge benötigten 16 Stunden für die Hin- und Rückfahrt der etwa 100 km langen Teilstrecke von Jędrzejów nach Staszów. Sie verließen Jędrzejów morgens um 8:06 und erreichten Staszów fahrplanmäßig um 16:00. Nach einem viertelstündigen Aufenthalt begaben sie sich auf die Rückfahrt, um am nächsten Morgen um 0:21 wieder an den Ausgangspunkt zurückzukehren.
Ein weiterer Zug verließ Bogoria um 6:45 und erreichte das 50 km entfernte Rataje um 10:27. Die Rückfahrt fand von 11:00 bis 14:33 statt.

## Schienenfahrzeuge
Nach der Umspurung auf 750 mm Spurweite setzten die Polnischen Staatsbahnen (PKP) ab 1951 die in Chrzanów produzierten Dampflokomotiven der PKP-Baureihen Px48 und Px49 ein. In den 1960er und 1970er Jahren wurden rumänische FAUR-L45H-Diesellokomotiven Lxd2 eingeführt und Normalspurwagen auf Rollböcken oder Rollwagen transportiert.